# Accident ferroviari de Hoboken

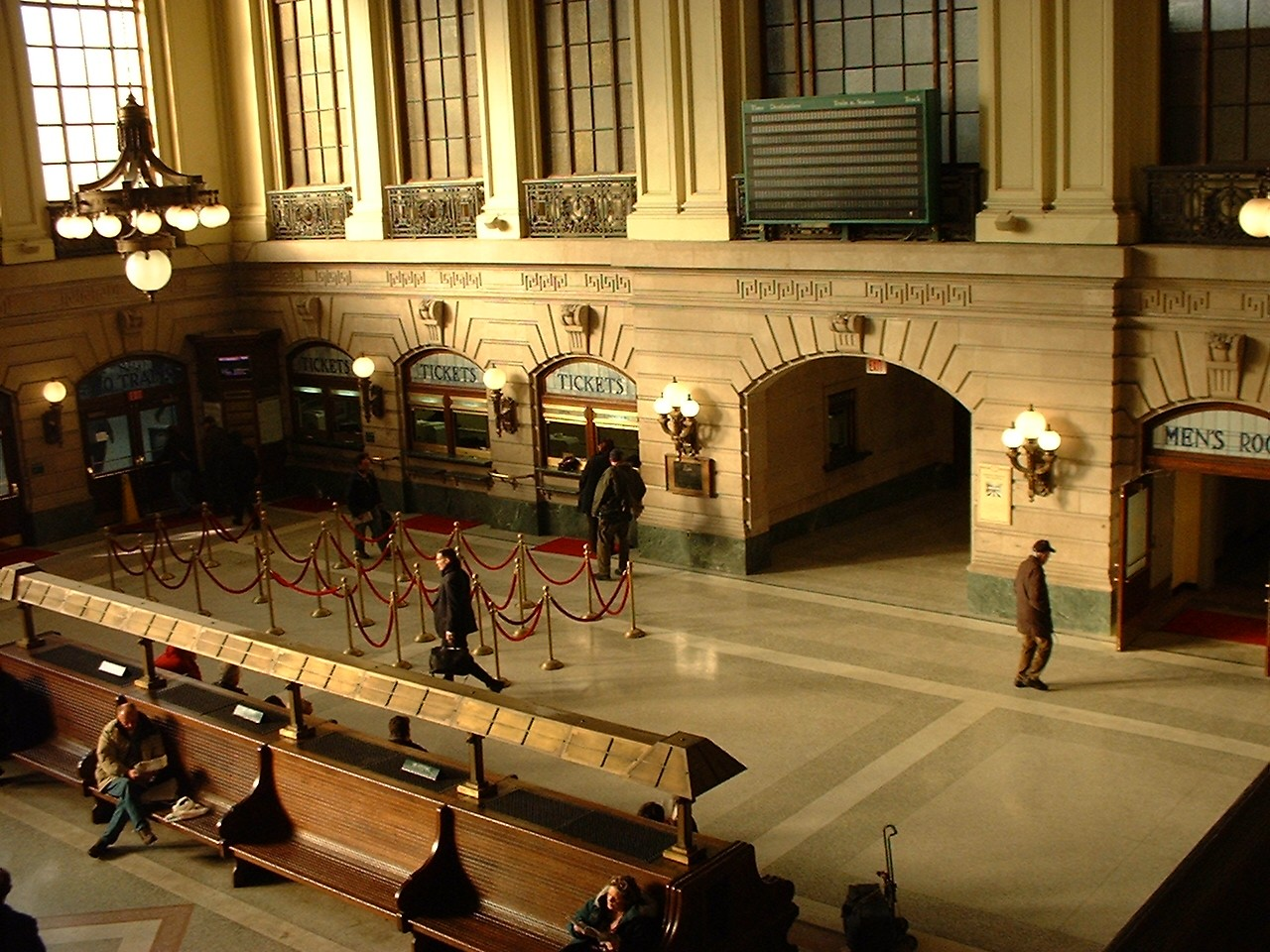
Estació de Hoboken

El 29 de setembre de 2016 va tenir lloc un accident ferroviari a la Terminal Hoboken, Nova Jersey, on un tren de rodalies del New Jersey Transit va impactar un mur de l'estació. El sinistre es va produir durant l'hora punta del matí, en un dels centres de transport més concorreguts de la regió de Nova York. Els esdeveniments que van portar a l'accident segueixen sense estar clars, però estan sent investigats. Els informes inicials indicaven que almenys una persona havia mort i va haver-hi més de 108 ferits. El maquinista, que estava en la part davantera del cotxe, estava entre els ferits.

## Accident
El tren número 1614 de la línia Pascack Valley va deixar l'estació de Spring Valley, Nova York, amb destinació a Hoboken, i es va estavellar a la terminal al voltant de les 8:45 AM EDT. El tren va sobrepassar el topall, i va arribar a la paret que està just abans de l'àrea d'espera de l'estació. El primer cotxe va quedar amb importants danys estructurals.
Un testimoni va declarar que el tren «mai va baixar la velocitat», quan es va endinsar en l'estació, al final de la línia.

## Víctimes
L'accident va causar almenys una mort, i al voltant d'un centenar de persones van resultar ferides. Els ferits van ser portats principalment al Centre Mèdic de Jersey City i al Centre Mèdic de la Universitat Hoboken, i almenys un va ser enviat al Christ Hospital. L'única víctima mortal estava dret a la plataforma i va morir a causa de la caiguda d'enderrocs. La majoria de ferits anaven en el tren accidentat.

## Impacte
Els informes de testimonis oculars indiquen que porcions del sostre de l'estació es van esfondrar, que part del sostre del tren va col·lapsar, i que hi havia aigua vessada en el lloc de l'accident. Va haver-hi grans danys estructurals a l'estació.
Després del desastre, el servei de trens cap a i des de l'estació Hoboken (incloent el servei de la Autoritat Portuària Trans-Hudson) va ser suspès, i els autobusos i ferries locals van començar a acceptar a passatgers amb bitllets de tren.

## Investigació
La Junta Nacional de Seguretat del Transport (National Transportation Safety Board, NTSB) va investigar l'accident. Un equip de la NTSB va ser enviat a l'escena. L'Administració Federal de Ferrocarrils també va enviar-hi investigadors.